# 埼玉县立川越工业高等学校
埼玉县立川越工业高等学校是埼玉县川越市历史最古老悠久的县立工业高校。培养出了WALKMAN（ウォークマン）和Suica（ 俗称：西瓜卡），日本的代表性的工业技术者从这里人才辈出。在2015年的10月的工业祭里，电气科课题研究制作出来的电车（窄轨1067毫米）奔跑着。
该校与中国的技术学校相差无几，全日制以设计科、化学科、建筑科、机械科、电气科五大技术科目为主，采用学年制；定时制择以普通科（文科，非技术科目）、机械科和电气科为主，但由于定时制每天比全日制少上两节课，所以定时制则比全日制多出一年，采用单位制。

## 概要
在明治41年4月（公元1908年4月）以埼玉县立染织学校为名办学，在平成19年（公园2007年）这所具有相当久远的历史和文化的男女共学、全定并置的工业高校迎来了创立100周年。有JR川越线、东武东上线的川越站步行10分、西武新宿线本川越站徒步7分的交通便利优势。通常称为「川工（かわこう）」，通常可以称川越工业高校。

## 详细信息
曾用名称：埼玉县立川越染织学校、埼玉县立工业学校、埼玉县立川越工业学校
学校性质：公立学校（埼玉县所有）
校训：诚实・勤勉・创意
成立时间：1908年5月（明治41年）
修学类别：男女共修
课程和科目：
全日制（设计科、建筑科、化学科、机械科、电气科）
定时制（普通科、机械科、电气科）
学期：三学期制
学习时间：
全日制为3年，学年制，需要成绩达标
定时制为4年，单位制，需要修满课程所需的单位数的至少2/3
地址：埼玉县川越市西小仙波町2-28-1
邮政编码：350-0035

## 校训与目标

### 校训
诚实・勤勉・创意

### 教育学生的目标
全日制课程
以校训「诚实・勤勉・创意」进行教育活动，健康地培养人间关系丰富的实践技术者。
定时制课程
以校训「诚实・勤勉・创意」进行教育活动，培养成能适应社会的变化的能力、那个基本和基础。

## 历史
1908年5月- 以埼玉县立染织学校为名开校
1912年3月- 并设图案科
1918年4月- 改名为埼玉县立工业学校
1937年4月- 改名为埼玉县立川越工业学校
1941年3月- 增设应用化学科
1942年3月- 增设建筑科
1943年4月- 染织科和应用化学科分别改名为纺织科和工业化学科
1943年4月- 废弃图案科
1944年3月- 增设机械科
1948年4月- 改名为埼玉县立川越工业高等学校
1958年4月- 并置定时制
1959年4月- 增设电气科
1974年4月- 纺织科改名为纤维工学科
1987年4月- 纤维工学科转科到纤维设计科，共修
1991年4月- 全部学科共修
1994年4月- 工业化学科再编成化学技术科
1996年2月- 开校纪念日变更为每年5月7日
2001年2月- 电气科减少一个学级
2007年11月- 举行创立100周年纪念典礼
2008年4月- 纤维设计科和化学技术科分别再编成设计科和化学科
2015年11月- 由电气科课题研究「电车班」和设计科的有志在秋田县由利本庄市的由利高原铁道进行的エボルタチャレンジ2015（主办方：松下 Panasonic株式会社）获得了以"Longest distance traveled by a vehicle on a railway track powered by dry cell batteries." 在2015年11月3日的吉尼斯世界纪录认定。（由利高原铁道也被称作“由美高原铁道”）

## 部活动
部活动很丰盛多样性。棒球部在第51屆全國高等學校棒球錦標賽和第55屆全國高等學校棒球錦標賽的两次在全国高等学校选手权大会的出场。尤其是在1973年的第55届的大会获得优胜，而广岛商业则以准优胜惨败到了第三名。自行车田径部、网球部、柔道部也是全埼玉县非常厉害的部。
- 棒球部
- 台球部
- 网球部
- 游泳部
- 柔道部
- 剑道部
- 弓道部
- 应援部
- 空手道部
- 橄榄球部
- 足球部
- 田径部
- 自行车田径部
- 羽毛球部
- 垒球部
- 排球部
- 软式网球部
- 篮球部
- 山岳部（平成24年 公元2012年 从同好会再次升格。在昭和25年 公元1950年 创部。）
- 美术部
- 茶道部
- 吹奏乐部
- 科学部
- 摄影部
- 情报技术部（信息技术部）
- 电气部
- 机动车（汽车）部
- 现代吉他部
- 建筑同好会
- 将棋同好会（日本将棋）
- 钓鱼同好会
- 家庭科同好会
- 演剧同好会
- 漫画文艺研究同好会

## 本校毕业的名人
- 荒舩清十郎（自由民主党众议院议员・运输大臣・行政管理厅长官・众议院副议长・众议院议院运营委员长）
- 松崎明（动劳原委员长、JR东劳组顾问）
- 大友康平（HOUND DOG・音乐工作者）
- 松浦次郎（格斗家、体育教练）
- 高篠静雄（索尼副董事长中国总代表、WALKMAN的开发者）
- 椎桥章夫（JR东日本IT・Suica事业本部副本部长兼企画部长、Suica的开发者）
- 太田耕二（自行车竞技选手）
- 太田真一（自行车竞技选手）
- 平原康多（自行车竞技选手）
- 细田爱未（女子自行车竞技选手）
- 森田斌（棒球选手）
- 香坂英典（原专业棒球选手）
- 石田雅彦（原专业棒球选手）
- 佐藤刚（原专业棒球选手）
- 野岛正弘（原棒球选手）
- 须长三郎（高中棒球教练）
- 田中启一（前埼玉县蕨市市长）
- 平山诚（新党日本参议院议员）
- 今枝厚真（笔名渡边雅纪）（纪录片制作人）
- 太田贤吾（专业棒球选手）
- 冈田奥丁(埼玉旧车爱好会)

## 取得吉尼斯世界纪录
在2015年11月3日，埼玉县立川越工业高等学校首次出现在了吉尼斯，也以“埼玉县立川越工业高中”为名出现在了中国部分新闻网站。